# دایچی سوگیموتو
دایچی سوگیموتو (انگلیسی: Daichi Sugimoto؛ زادهٔ ۱۵ ژوئیهٔ ۱۹۹۳) بازیکن فوتبال اهل ژاپن است.